# Повиквателен знак
Повиквателният знак, наричан още „опознавателен знак“, „опознавателен сигнал“, „позивна“ или „инициал“, е уникален код – име или последователност от букви и/или цифри, които служат за разпознаване на кореспондентите при радиовръзка.
Повиквателният знак задължително се обявява високо и ясно посредством фонетичната азбука в началото и в края на всяка телефонна радиовръзка, както и не по-рядко от веднъж всеки 5 минути по време на самата връзка. Префиксът на повиквателния знак служи за разпознаване на националната и/или териториалната принадлежност на кореспондента.

## Видове позивни

### Индивидуални
Индивидуалните повиквателни знаци обозначават отделен, конкретен човек или длъжностно лице, независимо от коя радиостанция излъчва.
При регистрирането си пред официалните държавни власти всеки радиолюбител получава индивидуален повиквателен знак. Префиксите на радиолюбителите в България са LZ – LZ1, LZ3, LZ5, LZ7 и LZ9 за радиолюбителите от Южна България, и LZ2, LZ4, LZ6 и LZ8 за тези от Северна България. На любителските ретранслатори, радиофарове и други автоматични излъчватели в България се присвоява идентификатор, който започва с LZ0.
Повиквателният знак на българската антарктическа база „Св. Климент Охридски“ е „LZ0A“.
Индивидуалните радиолюбителски позивни на някои известни личности са:
| име              | позивна | име            | позивна |
| Юрий Гагарин     | UA1LO   | Хусейн I       | JY1     |
| Марлон Брандо    | FO5GJ   | Карлос Менем   | LU1SM   |
| Хуан Карлос I    | EA0JC   | Хасан II       | CN8MH   |
| Франческо Косига | I0FCC   | Горан Брегович | YU4ZU   |

При изграждане на системите за комуникация във военното дело, индивидуалните позивни в повечето случаи не се присвояват на отделни хора, а на длъжности, като името в позивната обикновено обозначава подразделението, а номерът – длъжността. Изключение от правилото са висшите държавни и военни ръководители, които имат лични позивни.
| Командир на батальона           | Командир на батальона | Балкан 1                   | Балкан 1  |
| Заместник-командир на батальона | Балкан 2              | Началник-щаб на батальона  | Балкан 3  |
| Заместник по техниката          | Балкан 4              | Заместник по комуникациите | Балкан 5  |
| Командир на 1 рота              | Балкан 10             | Зам.-командир на 1 рота    | Балкан 11 |
| Командир на 2 рота              | Балкан 20             | Зам.-командир на 2 рота    | Балкан 21 |

### Апаратни
Апаратните повиквателни знаци обозначават радиостанция, която се намира на определено превозно средство, техническо съоръжение и други.
Сред най-известните апаратни позивни е Air Force One. Тя обозначава самолета на ВВС на САЩ (в повечето случаи Boeing VC-25), на който се намира Президентът на САЩ. Когато той пътува на въздухоплавателно средство на морската пехота (това обикновено е хеликоптер HMX-1 „Nighthawk“), неговата позивна е Marine One. За случаите, когато се наложи Президентът на САЩ да лети на борда на граждански самолет е предвидена позивна Executive One. Такъв случай все още официално не е бил потвърден, но са известни случаи, когато членове на семейството на Президента са пътували с граждански самолет. Тогава позивната на въздухоплавателното средство е „Executive One Foxtrot“ (на английски: family – семейство).
Апаратната позивна на командния модул на Аполо 11 е „Columbia“. Лунният модул на мисията по време на полета до и от Луната е „Eagle“, а от лунната повърхност предава с позивна „Tranquility Base“.
Позивните на РВД на летище „София“ са „Sofia Tower“, „Sofia Approach“ и „Sofia ATIS“
Позивните на самолетите по време на полет съвпадат с ICAO-кода на полета. Той се определя от уникалния трибуквен ICAO-код на авиокомпанията, последван от цифри, които обозначават номера на полета. ICAO-кодовете на някои авиокомпании са:
| авиокомпания      | държава  | идентификатор | авиокомпания          | държава        | идентификатор |
| Austrian Airlines | Австрия  | AUA           | British Airways       | Великобритания | BAW           |
| Lufthansa         | Германия | DLH           | Alitalia              | Италия         | AZA           |
| България Ер       | България | LZB           | Air France            | Франция        | AFR           |
| Аерофлот          | Русия    | AFL           | El Al Israel Airlines | Израел         | ELY           |

Независимо от ICAO-кода на полета, на всяко въздухоплавателно средство се присвоява уникален ICAO-код, който задължително се изписва на фюзелажа.